# Wilkiea hylandii
Wilkiea hylandii är en tvåhjärtbladig växtart som beskrevs av Whiffin. Wilkiea hylandii ingår i släktet Wilkiea och familjen Monimiaceae. Inga underarter finns listade i Catalogue of Life.